# Guanling
Guanling (en chino, 关岭; pinyin, Guānlǐng) es un condado autónomo bajo la administración directa de la Prefectura Anshun en la Provincia de Guizhou, República Popular China.  Su área es de 1464 km² y su población total para 2010 superó los 300 mil habitantes.

## Toponimia
Se dice que durante el período de los Tres Reinos, Zhuge Liang, el primer ministro Shu, envió una expedición al sur, el general Guansuo (关索) acampó aquí. Este hecho fue tan popular que llamó a la cordillera Guansuo (关索岭), de ahí el nombre , Guan (Guansuo) y Ling (岭 cordillera).
Como las otras regiones autónomas, se caracteriza por estar asociada a un grupo étnico minoritario, en este caso, los Buyei y los Miao. La región recibió la condición de "autónomo" cuando se estableció el "condado autónomo buyei y miao de Guanling" en 1981.

## Administración
Desde julio de 2020, el  condado Guanling se divide en 14 pueblos que se administran en 4 subdistritos,   9 poblados y 1 villa.